# Gervane Kastaneer
Gervane Zjandric Adonnis Kastaneer (Róterdam, 9 de junio de 1996) es un futbolista neerlandés con nacionalidad curazoleña que juega de delantero en las filas del Persis Solo de la Liga 1 de Indonesia. Es internacional con la selección de fútbol de Curazao.

## Trayectoria
Kastaneer es un jugador nacido en Róterdam, Países Bajos, formado en las categorías inferiores del IJVV De Zwervers, SC Feyenoord (2005-2007) y F. C. Dordrecht (2007-2013). Formó parte de la primera plantilla de este último en la temporada 2012-13.
En julio de 2013 firmó por cuatro temporadas por el ADO Den Haag.[cita requerida] Este equipo lo cedió el 26 de enero de 2016 al F. C. Eindhoven y en julio de 2017 se unió al 1. F. C. Kaiserslautern alemán. Al año siguiente regresó a los Países Bajos y jugó en la Eredivisie con el NAC Breda antes de marcharse al Reino Unido donde militó en el Coventry City F. C. y el Heart of Midlothian F. C.
En julio de 2021 firmó un contrato de dos años con el PEC Zwolle, con opción a un año más.[cita requerida] En la temporada 2022-23 contribuyó con un gol a lograr el ascenso a la Eredivisie.
El 8 de septiembre de 2023 fichó por el Club Deportivo Castellón, con el que logró ascender a Segunda División en su primer año en el club. Entonces permaneció sin equipo media temporada, hasta que en enero de 2025 se unió al Persib Bandung indonesio. No fue el único equipo del país en el que jugó, ya que en agosto fichó por el Persis Solo para la campaña 2025-26.

## Selección nacional
Kastaneer es de ascendencia curazoleña y aunque fue internacional con las categorías inferiores de los Países Bajos, cambió y el 12 de octubre de 2018 debutó con la selección de fútbol de Curazao en la victoria por 5-0 en la Liga de Naciones de la CONCACAF sobre las Islas Vírgenes de los Estados Unidos.

## Clubes
| Club                               | País         | Año       |
| ---------------------------------- | ------------ | --------- |
| F. C. Dordrecht                    | Países Bajos | 2012-2013 |
| ADO Den Haag                       | Países Bajos | 2013-2017 |
| F. C. Eindhoven (cedido)           | Países Bajos | 2016      |
| 1. F. C. Kaiserslautern            | Alemania     | 2017-2018 |
| NAC Breda                          | Países Bajos | 2018-2019 |
| Coventry City F. C.                | Inglaterra   | 2019-2021 |
| Heart of Midlothian F. C. (cedido) | Escocia      | 2020      |
| PEC Zwolle                         | Países Bajos | 2021-2023 |
| C. D. Castellón                    | España       | 2023-2024 |
| Persib Bandung                     | Indonesia    | 2025      |
| Persis Solo                        | Indonesia    | 2025-     |

## Palmarés

### Títulos nacionales
| Título              | Club           | País      | Año  |
| ------------------- | -------------- | --------- | ---- |
| Liga 1 de Indonesia | Persib Bandung | Indonesia | 2025 |